# تاريخ حيفا

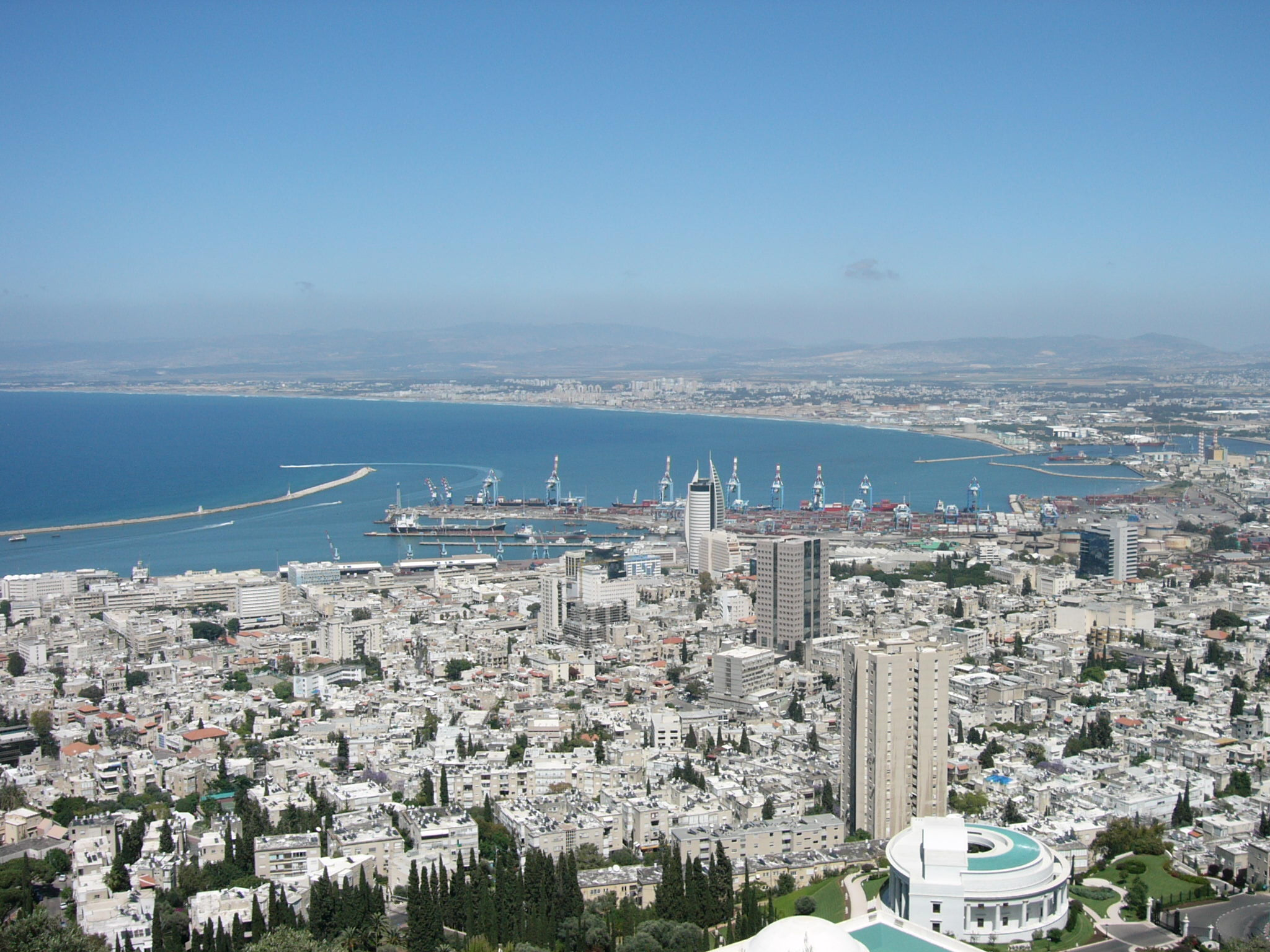
منظر للمدينة وخليج حيفا.

يعود تاريخ حيفا إلى ما قبل القرن الثالث قبل الميلاد، ومنذ ذلك الحين سيطرت عليها عدة حضارات، بما في ذلك الكنعانيون والإسرائيليون والرومان والبيزنطيون والعرب والصليبيون والأكراد والمماليك والأتراك العثمانيون والبريطانيون؛ ولكن حالياً هي من المدن في إسرائيل. وهي مدينة مختلطة من المواطنين اليهود والعرب.

## العصور القديمة

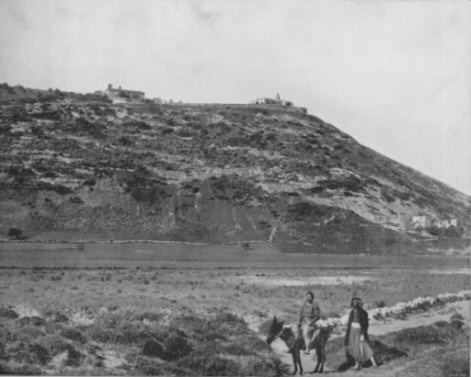
جبل الكرمل، 1894.

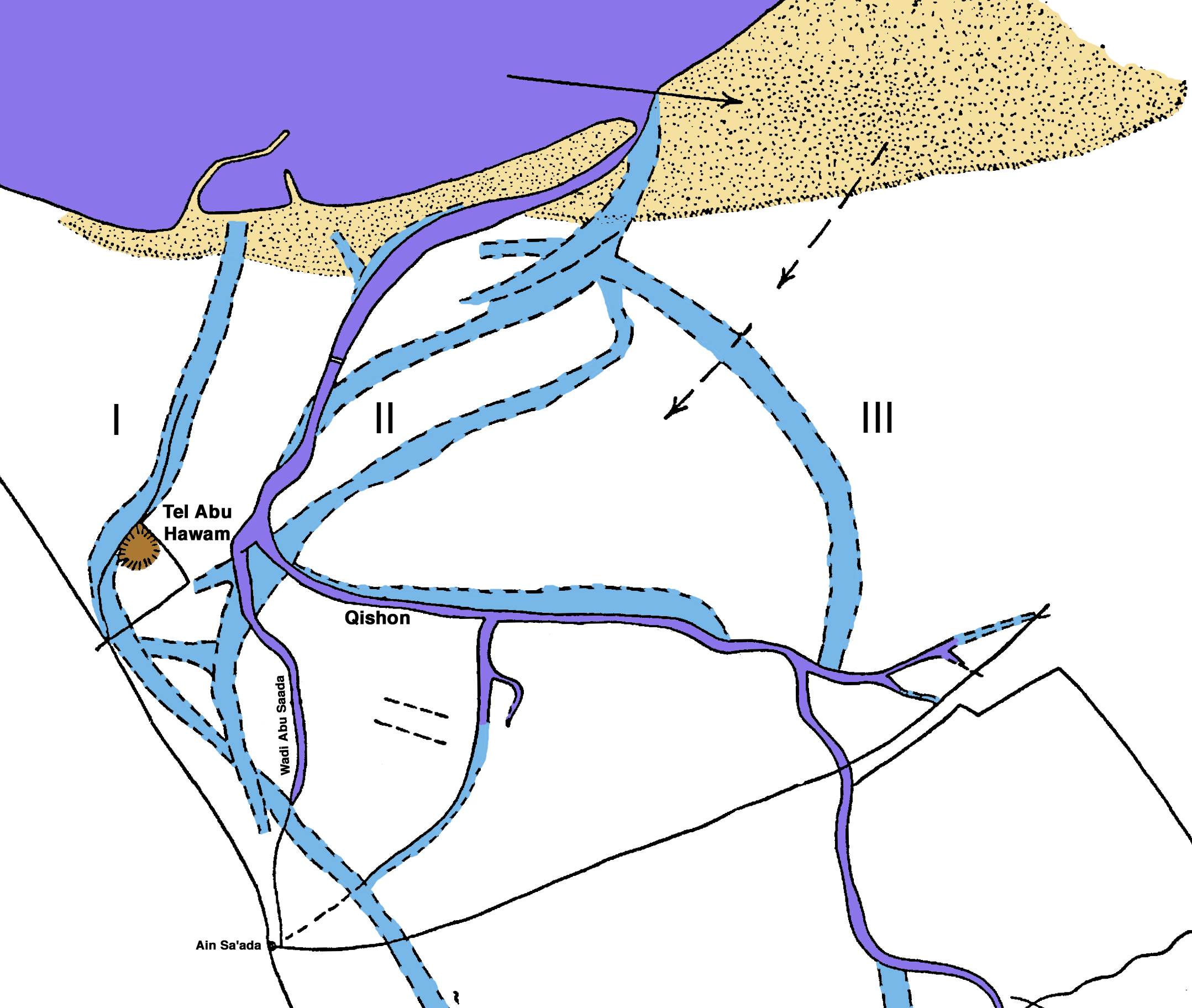
خريطة منطقة تل أبو هوام.

كانت حيفا مدينة ساحلية صغيرة، في أواخر العصر البرونزي (القرن الرابع عشر قبل الميلاد)، حيث وصفها الجغرافي سيلاكس [الإنجليزية] الذي عاش في القرن السادس قبل الميلاد «أنها مدينة تقع بين الخليج وجبل الكرمل»، بينما يرجح المؤرخون إن معظم حفريات الأثرية المكتشفة تشير إلى إن مناطق حوض شرق البحر الأبيض المتوسط كانت أحد أهم المناطق التي سكنها الإنسان، وأقام حضارته الأولى، حيث عَثَروا في جبل الكرمل على قطع أثرية تعود إلى الفترة الايوسونية، ومن بين هذه الحفريات أدوات ورسومات تعود إلى العصر الحجري القديم الفترة بين (12600 ق. م. - 6000 ق.م.).
أما في عصور التاريخ بعد دراسة الخصائص ومواصفات المواد الخام المستخدمة تبين أن الكنعانيون هم أول من أستوطن المنطقة وأقاموا فيها الكثير من المدن والقرى مثل الطنطورة وعتليت وقيسارية، وكانت حيفا من المدن الساحلية الهامة، حيث عُثر على حفريات ومدافن ومقابر منحوته في الصخور على المنحدرات القريبة من سفح جبل الكرمل.
وعند الشواطئ نشبت أول معركة بين الفلستين (القادمين من بحر ايجه) والمصريين بعهد رمسيس في 1191 ق.م. الذين سيطروا على الساحل من جنوب الكرمل حتى غزة.
وفي بداية القرن الثاني عشر والقرن العاشر قبل الميلاد عندما هاجم العبرانيين فلسطين واحتلوا أجزاء منها، ولكن لم يستطع مدّ نفوذهم نحو الساحل الشمالي وظلت حيفا تحت حكم الفينيقيون، ولم يرد ذكر المدينة في التوراة، ولكن وردت في التلمود بـ سيفا والتي تعني الفرضة والمرفأ. لأنهم اكتشفوا عدد من الحفريات والقطع والحجارة تشير إلى تلك المدة.
حكمها الرومان بعد احتلال فلسطين من قبل بمبيوس في القرن الأول قبل الميلاد، وكانت تسمى في تلك الفترة (Sycaminom) والتي تعني شجرة التوت، لكثرة التوت بها، وقد تسمى (Porphyrion) المشتق من الكلمة اليونانية (Porphyra) التي تعني الأرجوان، وهو الاسم الذي يشير إلى صدف الأرجوان، وهو نوع من الرخويات البحرية التي تنتج صبغاً أرجوانياً وهي كثيرة في سواحل فينيقيا من الكرمل جنوباً إلى ما وراء صيدا شمالاً.
واختلف الباحثون حول الموقع الدقيق لمدينة حيفا القديم، ويشير بعضهم إلى أن حيفا العتيقة هو الموقع القديم للمدينة الكنعانية التي تقع على الجانب الشرقي من اللسان الأرضي الممتد شمالاً من الكرمل، والبعض الآخر يرجح أنها تقع تحت موقع تل السمك، وهو تل يقع على الساحل غرب حيفا. وجبل الكرمل ونهر المقطع الذين ذكرا في الكتاب المقدس. وإن أعلى قمة في سلسلة جبال الكرمل تُسمى "المحرقة"، في إشارة إلى المحرقات والتضحيات على قمة التل عندما كان يستخدمها الكنعانيون.
ويعتقد بعض الباحثين أن اسم "حيفا" مطابق لمستوطنة عثر على بقاياها في منطقة تمتد من مستشفى رمبام الحالية إلى المقبرة اليهودية في يافا. وأن سكان ذلك الوقت شاركوا في مختلف الصناعات الساحلية، منها صيد الأسماك والزراعة، فضلاً عن التجارة كونهم بمثابة ميناء يرحب بالأشخاص الذين استقروا في المدينة. وقبل وصول الفرس إلى المنطقة في عام 600 م، كان سكان حيفا منتشرين على نطاق واسع في جميع أنحاء المنطقة.
ذكرت المدينة لأول مرة في الأدب التلمودي حوالي القرن الثالث الميلادي، باعتبارها قرية صيد صغيرة وموطن الحاخام أفديموس وعلماء يهود آخرين. عاش السكان الهيلينيون على طول الساحل في ذلك الوقت وكانوا يعملون في الصيد والتجارة. وفي ظل الحكم البيزنطي، ازدهرت المدينة على الرغم من أنها لم تكتسب أهمية كبيرة أبدًا بسبب قربها من عكا.

## العصور الوسطى
انتهى الحكم البيزنطي في القرن السابع، عندما غزا الساسانيون المدينة ثم جاء الفتح الإسلامي في أربعينيات القرن السادس، خلال فترة الخلافة الإسلامية، لم تعطى الاهتمام إلى حد كبير على عكس مدينة عكا الساحلية. وفي ظل الخلافة الراشدة، بدأت المدينة في التطور وفي القرن التاسع تحت الخلافة العباسية، أقامت حيفا علاقات تجارية مع الموانئ المصرية واحتوت المدينة على العديد من أحواض بناء السفن. وكان السكان يعملون في التجارة والتجارة البحرية، كان إنتاج الزجاج وصناعة الأصباغ من القواقع البحرية من أكثر الصناعات ربحًا في المدينة. حيث زارها ناصر خسرو عام 1047؛ وأشار إلى أن "حيفا تقع على شاطئ البحر، ويوجد فيها بساتين وأشجار نخيل تنتشر فيها بكثرة، وإن في هذه المدينة بناة سفن، يصنعون سفنًا كبيرة جدًا."
وفي عام 1100، احتلت مرة أخرى من قبل الصليبيين، بعد معركة شرسة مع سكانها العرب. وفي ظل الحكم الصليبي، كانت المدينة جزءًا من إمارة الجليل حتى استولى عليها المماليك عام 1265.
تأسست الرهبانية الكرملية في جبل الكرمل وسميت باسمه في القرن الثاني عشر. وكان على قمة الجبل بالقرب من حيفا، هناك مبنى تاريخي كان مسجدًا وديرًا ومستشفى؛ وفي القرن التاسع عشر، أعيد بناؤه كدير كرملي، والكهف الموجود فيه، الذي يعمل بمثابة سرداب للدير، كان يُعرف باسم "مغارة إيليا"، التي ترتبط بالنبي إيليا وتلميذه أليشع.

## الدولة العثمانية
في عام 1761، قام ظاهر العمر، الحاكم العربي لعكا والجليل، بهدم مدينة حيفا القديمة المسماة "حيفا العتيقة" وأعاد بناء المدينة في موقع جديد، وأحاطها بسور. يعتبر هذا الحدث بداية العصر الحديث للمدينة، وبعد وفاته عام 1775، ظلت المدينة تحت حكم الدولة العثمانية حتى عام 1918، باستثناء فترتين قصيرتين: في عام 1799، غزا نابليون بونابرت حيفا كجزء من حملته لغزو فلسطين وسوريا، لكنه انسحب في نفس العام؛ وبين عامي 1831 و1840، حكم الوالي المصري محمد علي باشا، وعند دخول العثمانيين دُمر جزء من المدينة في عام 1840، لكن في عام 1848 قام إبراهيم باشا بانتزاع السلطة من العثمانيين.

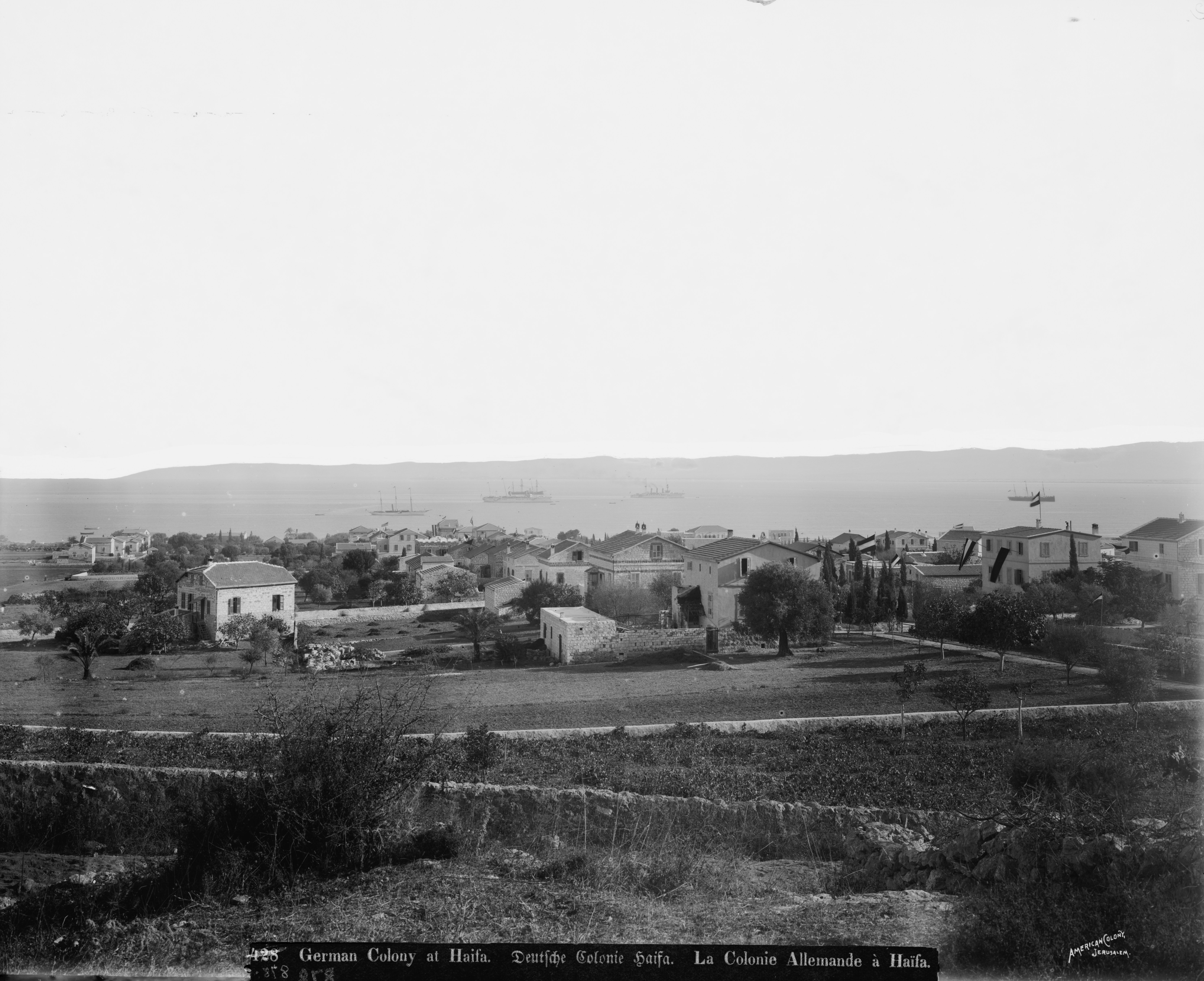
المُستَعمَرة الألمانية

في السنوات التي تلت الحكم المصري، ازداد عدد سكان حيفا وأهميتها، وخصوصاً بعد استيطان الألمان عام 1868، الذين استقروا فيما وجعلوا منها مستعمرة تعرف الآن باسم مستعمرة حيفا الألمانية. حيث قاموا ببناء وتشغيل محطة طاقة بخارية، وافتتحوا مصانع وخدمات نقل إلى عكا والناصرة وطبريا.
في أواخر القرن التاسع عشر، ارتفعت أهمية المنطقة لدى الديانة البهائية حيث نُقل رفات علي محمد الشيرازي في البداية إلى عكا، وفي عام 1909، إلى حيفا حيث نصب قبره على جبل الكرمل. ويقع المركز البهائي العالمي (الذي يضم مرقد حضرة الباب والحدائق البهائية والمباني الإدارية) على المنحدر الشمالي لجبل الكرمل، ويعود موقع الأماكن المقدسة البهائية في حيفا إلى نفي مؤسس الديانة بهاء الله إلى منطقة حيفا/عكا أثناء الحكم العثماني على فلسطين. وتعد الأماكن المقدسة البهائية من أكثر مناطق الجذب السياحي زيارة في حيفا.

## القرن العشرين
في أوائل القرن العشرين، هاجر الأحمديون الأوائل إلى الكبابير، وهي ضاحية صغيرة في حيفا، تتكون اليوم من اليهود والأحمديين، وتشتهر منطقة الكبابير أيضًا بمسجد محمود، وهو معلم معماري فريد من نوعه.
حيث برزت حيفا كمدينة ساحلية صناعية ومركز سكاني متزايد في بداية القرن العشرين، وبعد مد خط سكة حديد الحجاز، وإقامة محطة جديدة في المدينة، فقد تضاعف عدد السكان إلى حوالي ست مرات ما كانت عليه، فقدر عدد السكان عام 1868 وبلغ 4000 نسمة، وقدره المهندس الألماني شوماخر عام 1886 وبلغ 7165 نسمة، وحسب أقواله فإن اليهود تهربوا بشكل خاص من الإحصاءـ وقدر عدد السكان منطقة حيفا في عام 1911م بحوالي 20000 نسمة، وعام 1914 بحوالي 23000 نسمة، ووفقاً للإحصاءات الرسمية التي قدرتها دولة فلسطين حسب الجدول أدناه:
| السنة | عدد السكان الكلي | عدد اليهود | نسبة عدد اليهود إلى مجموع العدد الكلي |
| ----- | ---------------- | ---------- | ------------------------------------- |
| 1889  | 8150             | 1650       | %20                                   |
| 1914  | 20000            | 3000       | %15                                   |
| 1922  | 24630            | 6230       | %25                                   |
| 1931  | 50400            | 16000      | %38                                   |
| 1944  | 128000           | 66000      | %52                                   |

وبحلول عام 1945، كان عدد السكان 53% من العرب (33% مسلمين و20% مسيحيين) و47% يهود. وفي عام 1947، كان عدد السكان 70,910 عرب (41,000 مسلم و29,910 مسيحي) و74,230 يهودي. وينتمي المسيحيون معظمهم إلى الكنيسة الأرثوذكسية اليونانية (المسيحيون العرب).وصُنفت حيفا كجزء من الدولة اليهودية في حسب قرار تقسيم فلسطين التي أصدرته الأمم المتحدة عام 1947 والتي اقترحت تقسيم فلسطين الانتدابية إلى دولتين.
وفي 24 ديسمبر 1947، قتل قناص أربعة يهود في حيفا؛ ورداً على ذلك قتل اليهود أربعة من الفلسطينيين. وفي 30 ديسمبر/كانون الأول، ألقت جماعة "إرجون" اليهودية قنبلتين على مجموعة من العمال الفلسطينيين، مما أسفر عن مقتل ستة أشخاص وإصابة 42 آخرين فيما أصبح يعرف باسم مذبحة مصفاة حيفا، حيث اندلعت أعمال الشغب وقتل 2000 مواطن فلسطيني وتسعة وثلاثين يهودياً، وردت القوات اليهودية بمذبحة في قرية بلد الشيخ في 31 ديسمبر 1947، وكانت إحدى ذرائع الجيش الإسرائيلي للسيطرة على حيفا، وفي الحرب العربية الإسرائيلية عام 1948، سيطرت إسرائيل بالكامل على المدينة لأنها كانت الميناء الصناعي الرئيسي في البلاد.
يبلغ عدد سكان حيفا اليوم حوالي 266300 نسمة؛ ما يقرب من 90٪ من السكان يتكونون من اليهود الإسرائيليين، ومعظمهم من دون تصنيف ديني، وأغلبهم من المهاجرين القادمين من الاتحاد السوفيتي، وفقًا لدائرة الإحصاء المركزية الإسرائيلية، يشكل العرب 9٪ من سكان حيفا، ويعيش غالبيتهم في أحياء وادي النسناس وعباس وحليسا.

## الآثار
في عام 2020، اكتشف علماء الآثار من معهد ليون ريكاناتي للدراسات البحرية بجامعة حيفا سفينة يبلغ طولها 25 مترا والتي يعود تاريخها إلى القرن السابع. والتي تحتوي على أكبر مجموعة من الخزف البيزنطية والإسلامية، واكتشفت العديد من النقوش بالخطين اليوناني والعربي وبعض النقوش مكتوب فيها اسم الله (جل جلاله) والعديد من الصلبان المسيحية، بما في ذلك 103 أمفورة بها 6 أنواع منها نوعان لم يكتشفا من قبل.

### بالعربية
1. ↑  حمودة، أحمد (1990) قصة مدينة حيفا، المنظمة العربية للتربية والثقافة والعلوم، ص27.
2. ↑  الدباغ، مصطفى (1991) بلادنا فلسطين، بيروت: دار الهدى، ص 200.
3. 1 2 3  شوقي شعث: دراسات في تاريخ وآثار فلسطين، المنظمة العربية للتربية الثقافة، جامعة حلب، مركز الآثار الفلسطيني، 1984، ص 338.
4. 1 2  الكرملي، الأب ماري جوزيف : حيفا ماضيها ومستقبلها، مجلة المشرق - بيروت، مجلد 2، العدد 1 في كانون الثاني 1904، ص 68 - ص73.
5. ↑  حمودة، أحمد (1990) قصة مدينة حيفا، المنظمة العربية للتربية والثقافة والعلوم، ص21.
6. ↑  إلكس كرمل (1979) تاريخ حيفا في العهد العثماني، ترجمة: تيسير إلياس، حيفا، ص 261.
7. ↑  حمودة، أحمد (1990) قصة مدينة حيفا، المنظمة العربية للتربية والثقافة والعلوم، ص22.

### بالإنجليزية
1. 1 2 3  Encyclopedia Judaica, Haifa, Keter Publishing, Jerusalem, 1972, vol. 7, pp. 1134-1139
2. ↑  Dunning, op. cit, p.157
3. 1 2  Shumacher, Recent discoveries, Haifa, Nov. 1887; P.E.F. 1888, p. 104,105.
4. ↑  Oliphant, L. Round Mount Carmel, Haifa, 24th Nov. 1885. P.E.F. 1885, p.25.
5. ↑  "Two Tombstones from Zoar in the Hecht Museum Collection" (PDF). جامعة حيفا. مؤرشف من الأصل (PDF) في 2008-02-26. اطلع عليه بتاريخ 2008-01-25.
6. ↑  Oliphant, Op. cit. p. 26.
7. 1 2  1 Kings 19:9
8. ↑  "Kishon". HighBeam Encyclopedia (Colombia Encyclopedia). مؤرشف من الأصل في 2023-03-26. اطلع عليه بتاريخ 2008-03-20.
9. ↑  "Frommer's Guide to Israel". مؤرشف من الأصل في 2023-06-10.
10. 1 2 3  "Old Haifa". Tour-Haifa.co.il. مؤرشف من الأصل في 2008-04-15. اطلع عليه بتاريخ 2008-01-20.
11. ↑  "Haifa". المكتبة اليهودية الافتراضية. مؤرشف من الأصل في 2023-06-21. اطلع عليه بتاريخ 2008-01-20.
12. ↑  "The History and Culture of the Canaanites and Phoenicians". مؤرشف من الأصل في 2007-10-12. اطلع عليه بتاريخ 2008-04-09.
13. ↑  Haifa, The Guide to Israel, Zev Vilnay, Jerusalem, 1970, p.382
14. ↑  Negev، Avraham؛ Gibson, Shimon (يناير 2005). Archaeological Encyclopedia of the Holy Land. Continuum International Publishing Group. ص. 213. ISBN:978-0-8264-8571-7. مؤرشف من الأصل في 2023-04-29.
15. ↑  Clifford Edmund Bosworth (2007). Historic cities of the Islamic world (ط. Illustrated). BRILL. ص. 149–151. ISBN:9789004153882. مؤرشف من الأصل في 2023-01-31. اطلع عليه بتاريخ 2011-07-02.
16. ↑  The City of Haifa: Historical Perspective. The Haifa Foundation
17. ↑  Nasir-i-Khusrau (1897). Le Strange, Guy (المحرر). Vol IV. A journey through Syria and Palestine. By Nasir-i-Khusrau [1047 A.D.]. The pilgrimage of Saewulf to Jerusalem. The pilgrimage of the Russian abbot Daniel. ترجمة: Guy Le Strange. London: جمعية نصوص حجاج فلسطين. ص. 19-20.
18. ↑  Carmel، Alex (2002). The History of Haifa Under Turkish Rule (ط. 4th). Haifa: Pardes. ص. 14. ISBN:965-7171-05-9. (translated from Hebrew)
19. ↑  "Haifa in the Middle Ages". Tour-Haifa.co.il. مؤرشف من الأصل في 2023-04-29. اطلع عليه بتاريخ 2008-02-15.
20. ↑  "ORIGINS OF THE CARMELITES". Carmelite.org.uk. مؤرشف من الأصل في 2013-05-10. اطلع عليه بتاريخ 2008-03-20.
21. ↑  "The eras of the Mamelukes and the Ottomans". Tour-Haifa.co.il. مؤرشف من الأصل في 2023-04-29. اطلع عليه بتاريخ 2008-02-15.
22. ↑  "Haifa during the British Mandate Period". Tour-Haifa.co.il. مؤرشف من الأصل في 2023-03-26. اطلع عليه بتاريخ 2008-02-15.
23. 1 2 3  "Modern Haifa". Tour-Haifa.co.il. مؤرشف من الأصل في 2023-03-26. اطلع عليه بتاريخ 2008-02-15.
24. ↑  "Templers". جامعة حيفا. مؤرشف من الأصل في 2008-04-15. اطلع عليه بتاريخ 2008-01-27.
25. ↑  "Baháʼí World Center". Baháʼí International Community. مؤرشف من الأصل في 2023-07-11. اطلع عليه بتاريخ 2008-03-20.
26. ↑  "Kababir". tour-haifa.co.il. مؤرشف من الأصل في 2023-06-02. اطلع عليه بتاريخ 2011-01-20.
27. ↑  Supplement to a Survey of Palestine (p. 12–13) which was prepared by the British Mandate for the United Nations in 1946–47.
28. ↑  Seikaly, May (2002) Haifa: Transformation of an Arab Society 1918-1939 I.B.Tauris, (ردمك 1-86064-556-9)
29. ↑  Gilbert, Martin (2005). Routledge Atlas of the Arab-Israeli Conflict
30. ↑  "The Arab Population of Israel 2003" (PDF). دائرة الإحصاء المركزية الإسرائيلية. مؤرشف من الأصل (PDF) في 2007-12-01. اطلع عليه بتاريخ 2008-01-03.
31. ↑  "Christian, Muslim symbols found in 7th century shipwreck in Israel". The Jerusalem Post | JPost.com. مؤرشف من الأصل في 2023-06-22. اطلع عليه بتاريخ 2020-08-12.
32. ↑  "Archaeologists Uncover 'Beautifully Conserved' 1,300-Year-Old Shipwreck Off The Coast Of Israel". All That's Interesting (بالإنجليزية الأمريكية). 3 Aug 2020. Archived from the original on 2023-06-02. Retrieved 2020-08-12.
33. ↑  Cvikel، Deborah (1 مارس 2020). "The Late-Antique Ma'agan Mikhael B Shipwreck, Israel". Near Eastern Archaeology. ج. 83 ع. 1: 30–37. DOI:10.1086/707313. ISSN:1094-2076.